# Галайковцы
Гала́йковцы (укр. Галайківці) — село на Украине, находится в Мурованокуриловецком районе Винницкой области.
Код КОАТУУ — 0522882001. Население по переписи 2001 года составляет 916 человек. Почтовый индекс — 23423. Телефонный код — 4356.
Занимает площадь 3,401 км².

## Религия
В селе расположен Галайковский Свято-Преображенский мужской монастырь Могилёв-Подольской епархии Украинской православной церкви.

## Адрес местного совета
23423, Винницкая область, Мурованокуриловецкий р-н, с. Галайковцы, ул. Ленина, 14